# K9 Thunder
K9 Thunder (inhemsk beteckning: 155 mm självgående haubits K9, koreanska: 155밀리 자주곡사포 K9, 155milli jajugogsapo K9) är en sydkoreansk självgående artilleripjäs (en bandkanon) med 155 mm kaliber och L/52 kaliberlängd (NATO-standard), konstruerad och framtagen av sydkoreanska försvarets forskningsanstalt Gugbang-Gwahag-Yeonguso (국방과학연구소) och Hanwha Defense (före 2015 känt som Samsung Aerospace Industries) för den sydkoreanska armén.
K9 samverkar i grupp tillsammans med Ammunitionshanteringspansarbandvagn K10 (koreanska: K10 탄약운반장갑차, K10 tan-yag-unbanjang-gabcha), ett ammunitionshanteringsfordon baserad på K9-plattformen, ämnad att förse och ladda om K9-pjäser med ammunition i fält. Hela det sydkoreanska K9-beståndet genomgår nu modifiering till K9A1-standarden och en vidareutveckling av en K9A2-variant pågår.

## Historia

### Utveckling
Under 1980-talet ansåg Sydkoreas väpnade styrkor att man var i behov av ett nytt artillerisystem, i syfte att möte den nordkoreanska utvecklingen. Vid den tidpunkten hade den sydkoreanska armén den amerikanska bandkanonen M107 samt den licenstillverkade K55/K55A1, vilken var baserad på amerikanska bandkanonen M109. Dessa två artillerisystem hade emellertid kortare skjutavstånd jämfört med den nordkoreanska arméns bandkanonen M-1978 Koksan. Genom den erfarenhet som Sydkorea skaffat sig genom licensproduktion av K55, så beordrade det sydkoreanska försvarsministeriet att utveckla ett nytt självgående artillerisystem. Systemet skulle ha en längre skjutförmåga, snabbare skjutfrekvens och hög mobilitet. Utvecklingen startade 1989 och leddes av sydkoreanska försvarets forskningsanstalt Gugbang-Gwahag-Yeonguso (i utlandet ofta känt under det engelska namnet Agency for Defense Development (ADD)) och Hanwha Defense (som på den tiden hette Samsung Aerospace Industries).
De första prototyperna som presenterades var en modifiering av befintlig K55, inspirerad av det amerikanska M109 Howitzer Improvement Program (HIP). Emellertid avvisades förslaget av den sydkoreanska armén och istället beslutade försvarets forskningsanstalt att man skulle utveckla ett helt nytt artillerisystem. I de krav som ställdes av militären var bland annat förmåga att korsa vattendrag.
År 1992 blev Sydkorea inbjudet av amerikanska Ground System Division of United Defense till en demonstration av M109A6 Paladin. Syftet var att man från amerikansk sida önskade att få delta i det sydkoreanska programmet genom att modifiera den befintliga K55 till Paladin-standard. Dock så avvisades det av Sydkorea. Istället påbörjades en utveckling av ett egenutvecklat system, där huvudsystemet, som kanonen, 155 mm ammunition, eldgivningssystem och automatladdare utvecklades i Sydkorea, medan bland annat motor och transmissionen kom från utländska partners.
Tornets servo elektrohydrauliska system kommer från stridsvagnen K1 Type 88. Det automatiska eldledningssystemet ger en snabb riktning, snabbare eldgivning och en förbättrad träffsäkerhet jämfört med bandkanonerna M107 och M109. Inledningsvis valdes ett hydropneumatisk upphängningssystem från brittiska AS-90. Dessvärre så klarade systemet inte de tester som gjorde och man kom därmed att utveckla ett eget system.
År 1996 inleddes försök med två prototyper, där prototyperna lyckades skjuta med ett avstånd på 40 km och 6 skott per minut, men misslyckades med att skjuta tre granater på 15 sekunder. Den 5 december 1997 skadades en av prototyperna genom en explosion på grund av antändning av krutgaser, vilka uppstått efter 18 skott på 3 minuter. Den skadade prototypen kom emellertid att repareras för vidare användning. De två prototyperna kom under testerna att avfyra totalt 4 100 skott och körde tester på 13 800 km under extrema temperaturförhållanden.
Den 22 december 1998 tilldelades Samsung Aerospace Industries kontraktet för att producera artillerisystemet. Drygt ett år senare, den 17 december 1999, stod den första bandkanonen färdig, vilken kom att placera vid den sydkoreanska marinkåren på ön Yeonpyeongdo.

### Användning i strid
Den 23 november 2010 deltog K9 Thunder i strid för första gången som ett svar på att nordkoreanskt artilleri besköt ögruppen Yeonpyeongdo. Totalt deltog sex bandkanoner i svaret på den nordkoreanska överraskningsattacken.
Före striden hade K9-vagnarna återvänt från en planerad skjutövning, där huvuddelen av den lagrade ammunitionen i dem använts. Dessutom fick en vagn ett problem under övningen då en granat fastnade i eldröret så det inte kunde användas. Två bandkanoner fick lättare skador på sina eldgivningssystem under den första nordkoreanska attacken så endast tre av de sex vagnarna kunde skjuta tillbaka. Efter att ha fått fältreparationer kunde den bandkanonen som hade problem med eldröret delta i den andra motattacken. Under artilleriduellen kunde de sydkoreanska bandkanonerna bara avfyra en granat var 90 sekund på grund av att bandkanonerna var tomma på ammunition och fick laddas manuellt.

## Generella egenskaper
K9 är konstruerad med ett chassi av helsvetsat pansarstål som motstår 14,5 mm pansarbrytande projektiler, 152 mm granatsplitter och truppminor.
Huvudbeväpningen är en 155 mm/52-kaliber kanon med ett maximalt skjutavstånd på cirka 40 km. där granaten har en utgångshastighet på 928 m/s (3 040 ft/s). Bandkanonen drivs med hjälp av en modern motor på 1 000 hk (750 kW), vilket var ett krav på grund av Koreahalvöns robusta bergiga terräng.
Bandkanonen är framtagen för förbättra kapaciteten hos artilleriet i Sydkoreas armé. Bandkanonen påstås ha en räckvidd på cirka 75 km och har bättre rörlighet, längre skjuträckvidd, högre eldhastighet, och ett fullgott skydd mot CBRN-krigföring.
I juni 2016 meddelade Defense Acquisition Program Administration (DAPA) att de utformade ett nytt helautomatiskt projektil- och laddningssystem som kommer att eftermonteras på K9, vilket i huvudsak ger det ett robottorn. Syftet är att minska besättningen som behövs för att driva fordonet till två för att mildra personalförluster som förväntas vid nordkoreanska attacker.

### K10 ammunitionsfordon

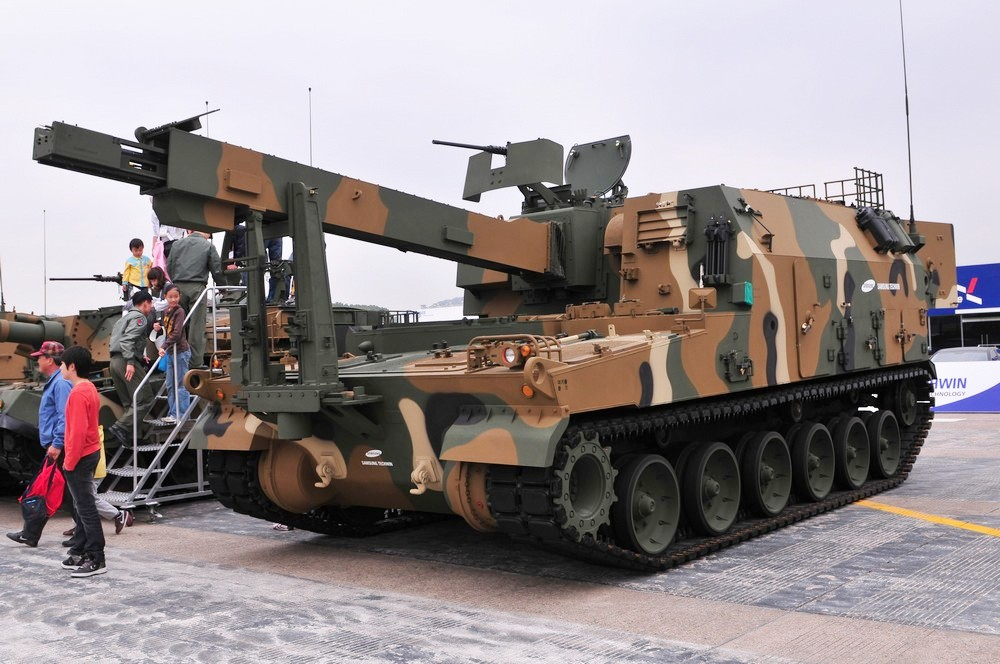
K10 – ammunitionsfordon

K10 Ammunition Resupply Vehicle (ARV) är ett ammunitionsfordon och är en del av K9 Thunder-systemet. Den har samma chassi som K9, vilket bevarar dess rörlighet och det kan följa efter bandkanonerna i samma takt. Maximal överföringshastighet för granater är 12 granater per minut med en maximal laddning av 104 granater.
Laddningsprocessen är helt automatiserad och sker genom en ammunitionsbro på K10. Ammunitionsbron sträcker sig ut för att låsa sig i ett mottagningshål på baksidan av K9. Detta gör att enheten kan laddas under stridsförhållanden utan att besättningen behöver utsätta sig för stridsmiljön.

## Export

### Turkiet
Turkiet har en licenstillverkad K9 Thunder benämnd T-155 Firtina. År 1999 inledde Turkiet ett samarbete med Sydkorea för att utveckla en egen bandkanon men baserad på K9 Thunder. Den 4 maj 2000 skrevs ett samförståndsavtal mellan Turkiet och Sydkorea, vilket omfattade teknisk support fram till 2011 från den sydkoreanska armén. Den 20 juli 2001 skrevs ett formellt kontrakt mellan Samsung Techwin och den turkiska staten. Avtalets värde omfattade initialt 60 miljoner dollar, men totalt 1 miljard dollar, inklusive tekniköverföring och licens för att tillverka 350 fordon fram till 2011.

### Australien
I början av 2000-talet var K9 ett av de artillerisystem som utvärderades i Australiens "Land 17 Artillery Replacement Program", programmet avbröts dock i maj 2012. Den 14 maj 2019 tillkännagav Australiens premiärminister Scott Morrison att 30 vagnar av artillerisystemet och stödutrustning, inklusive tio K10-ammunitionsfordon, skulle förvärvas. Dock angavs aldrig någon tidsram för köpet. Den 3 september 2020 tillkännagav den australienska försvarsministern Linda Reynolds att 30 bandkanoner och 15 ammunitionsfordon skulle köpas till den australiensiska armén. Dessa vagnar skulle tillverkas vid Hanwha Defence Australias anläggning i Geelong. Artillerisystemet inkluderade K9, K10 och fjärrstyrd vapenstation från Kongsberg Defence Systems och benämns i Australien AS9 Huntsman

### Indien
Den indiska armén, har genom Hanwha Techwin och det indiska konglomeratet Larsen och Toubro, köpt 100 bandkanoner av artillerisystemet, som i Indien benämns som K9 VAJRA-T. Avtalet mellan Indien och Larsen and Toubro ingicks i september 2015 och omfattade ett värde på 800 miljoner US-dollar för att leverera 100 bandkanoner till den indiska armén. Den indiska versionen är utformad och anpassad för att verka i ökenområden. I januari 2020 hade den indiska armén tagit emot drygt hälften av samtliga köpta vagnar.

### Finland
I juli 2016 tillkännagav det finska försvarsministeriet att ett antal begagnade K9 har valts för att förvärvas från Sydkorea. Det finländska förvärvet anses vara det största på länge för den finländska armén, då dess självgående och dragna artilleripjäser kommer att föråldras under 2020-talet. I februari 2017 tillkännagav det finländska försvarsministeriet att 48 begagnade vagnar kommer köpas och levereras under en sjuårsperiod. I Finlands benämns artillerisystemet K9FIN Moukari. De första vagnarna levererades under 2018 och utbildning påbörjades under 2019.

### Estland
År 2018 bekräftade Estland att de beslutat sig för att köpa det sydkoreanska artillerisystemet. Enligt vissa källor så köper Estland artillerisystemet tillsammans med Finland, där det estländska delen bestå i 12 bandkanoner. I juni 2018 meddelade det estniska försvarets materielverk att de första bandkanonerna av totalt tolv kommer levereras till Estland under 2020.

### Norge
Den 6 december 2013 meddelade den norska regeringen att man avsåg att bryta det kontrakt som man 2009 ingick tillsammans med Sverige. Kontraktet avsåg totalt 48 enheter av det nyutvecklade artillerisystemet ARCHER, där varje nation köpte 24 enheter. Bakgrunden till att Norge valde att bryta avtalet var att man ansåg att det inte motsvarar de norska behoven. Istället påbörjade det norska Forsvarets logistikorganisasjon (FLO) en ny upphandling om 24 pjäser, där man testar och utvärderar fyra andra system: K9 Thunder från Sydkorea, Nexter Caesar från Frankrike, Panzerhaubitze 2000 från Tyskland och en modifierad M109 "KAWEST" från schweiziska RUAG.
Den 24 augusti 2016 meddelade Forsvarets logistikorganisasjon att man avsåg att slutförhandla med Hanwha Techwin och schweiziska RUAG. Vid samma tidpunkt meddelade Forsvarets logistikorganisasjon att man valt att tills vidare pausa förhandlingarna med tyska Krauss-Maffei Wegmann och franska Nexter. Källor inom den norska armén menade dock att sydkoreanska K9 var favoritkandidat i upphandlingen. Den 20 december 2017 undertecknades ett kontrakt mellan Hanwha Land Systems och Forsvarets logistikorganisasjon. Avtalets värde uppgick till 245,2 miljarder won och omfattade leverans av 24 bandkanoner K9 och sex ammunitionsvagnar K10 fram till 2020. Det norska försvaret menade att K9 överträffade sina konkurrenter i olika väder- och terrängförhållanden i de valideringstester som gjordes i upphandlingen. I Norge benämns artillerisystemet som K9 VIDAR (Versatile InDirect ARtillery system) och baseras på K9 PIP-konfiguration samt är utrustat med ODIN, ett norskt eldlednings- och radiokommunikationssystem.

### Egypten
I april 2017 rapporterades det att Hanwha Techwin var i förhandlingar om att exportera K9 Thunder till Egypten. K9 Thunder var då en av kandidaterna att förse Egypten med ett nytt artillerisystem, där de övriga systemen kom från Ryssland, Sydafrika och Frankrike. En K9 Thunder anlände till Egypten sommaren 2017 för att utvärderas tillsammans med övriga deltagande bandkanoner. Därefter planerade Egypten att slutföra sin utvärdering i slutet av 2017 för att ingå ett avtal med en tillverkare under början av 2018.

## Varianter och versioner
- XK9: Experimentell prototyp
- K9 Thunder: Första serietillverkade versionen.
  - AS9 "Aussie Thunder": Offererad version till Australien från 2012.
  - K9 VAJRA-T (Lightning): Indisk version, licenstillverkad i Indien av Larsen & Toubro.[47] Den indiska versionen är specifikt anpassad till ökenförhållanden.[48]
  - K9FIN Moukari: Finländsk version utrustad med APU.
- K9A1: Modifierad version med bland annat APU, GPS, termiskt periskop och utvecklat eldledningssystem.[49] År 2018 togs den första K9A1 i tjänst vid den sydkoreanska armén. Samtliga K9 opererade av sydkoreanska armén ska till 2030 vara modifierade till K9A1.
  - K9 VIDAR (Versatile InDirect ARtillery system): Norsk version av K9A1.
  - AS9 "Huntsman": Offererad version till Australien från 2019.
- K9A2: under utveckling, bland annat med automatladdning.
- K10: Ammunitionsfordon baserat på K9-chassi.
  - K9 VIDAR (Versatile InDirect ARtillery system): Norsk version av K9.
  - AS10: Offererad australiensk version av K10.
- T-155 Fırtına: Turkisk version med modifierat torn, chassi, elektronik och navigationssystem.
- AHS Krab: Polsk version med K9-chassi och torn från brittiska bandkanonen AS-90.

## Användare
Australien

Karta över användare i blått, samt användare som brukar delar av systemet i blågrönt.

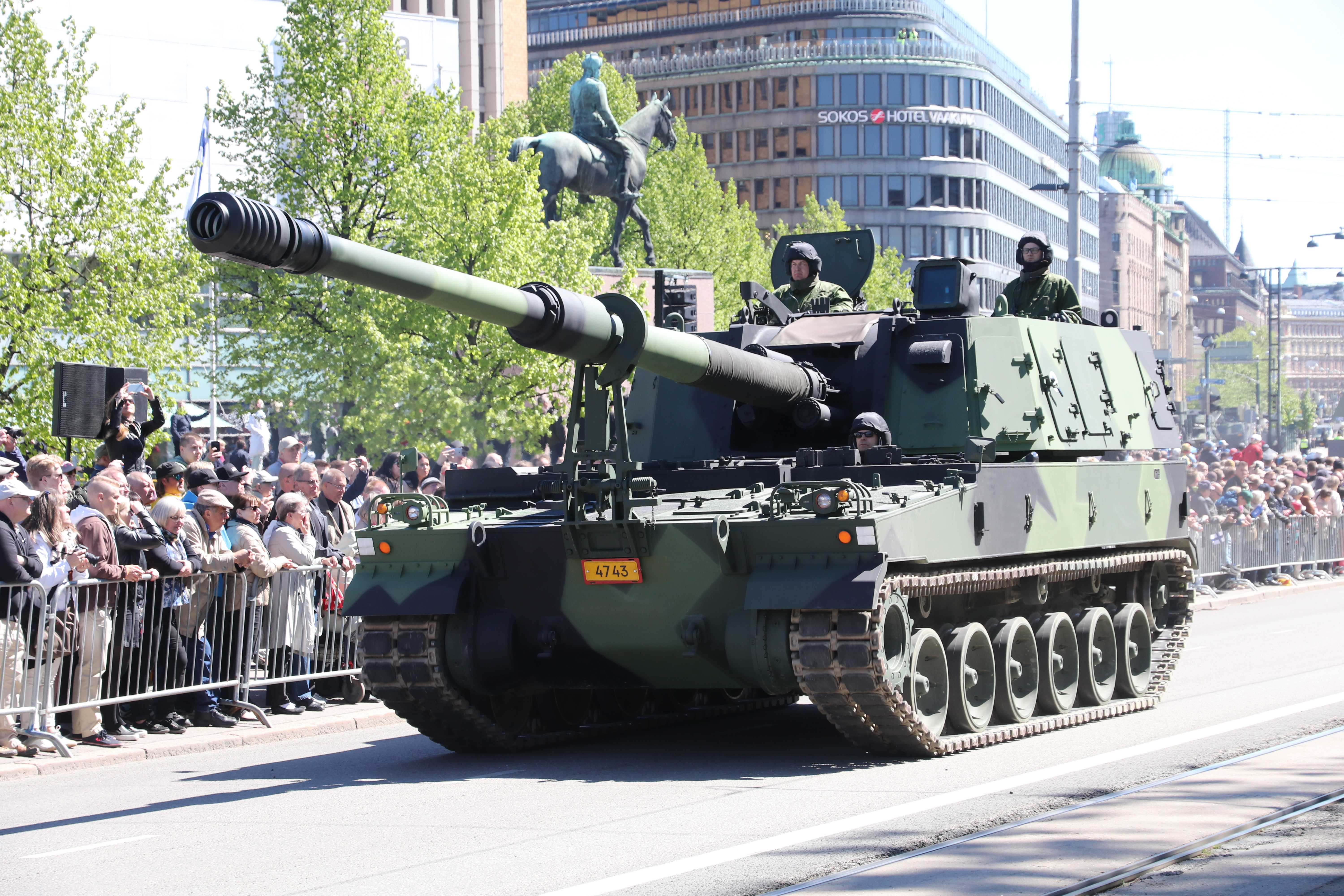
K9FIN Moukari-finländsk version.

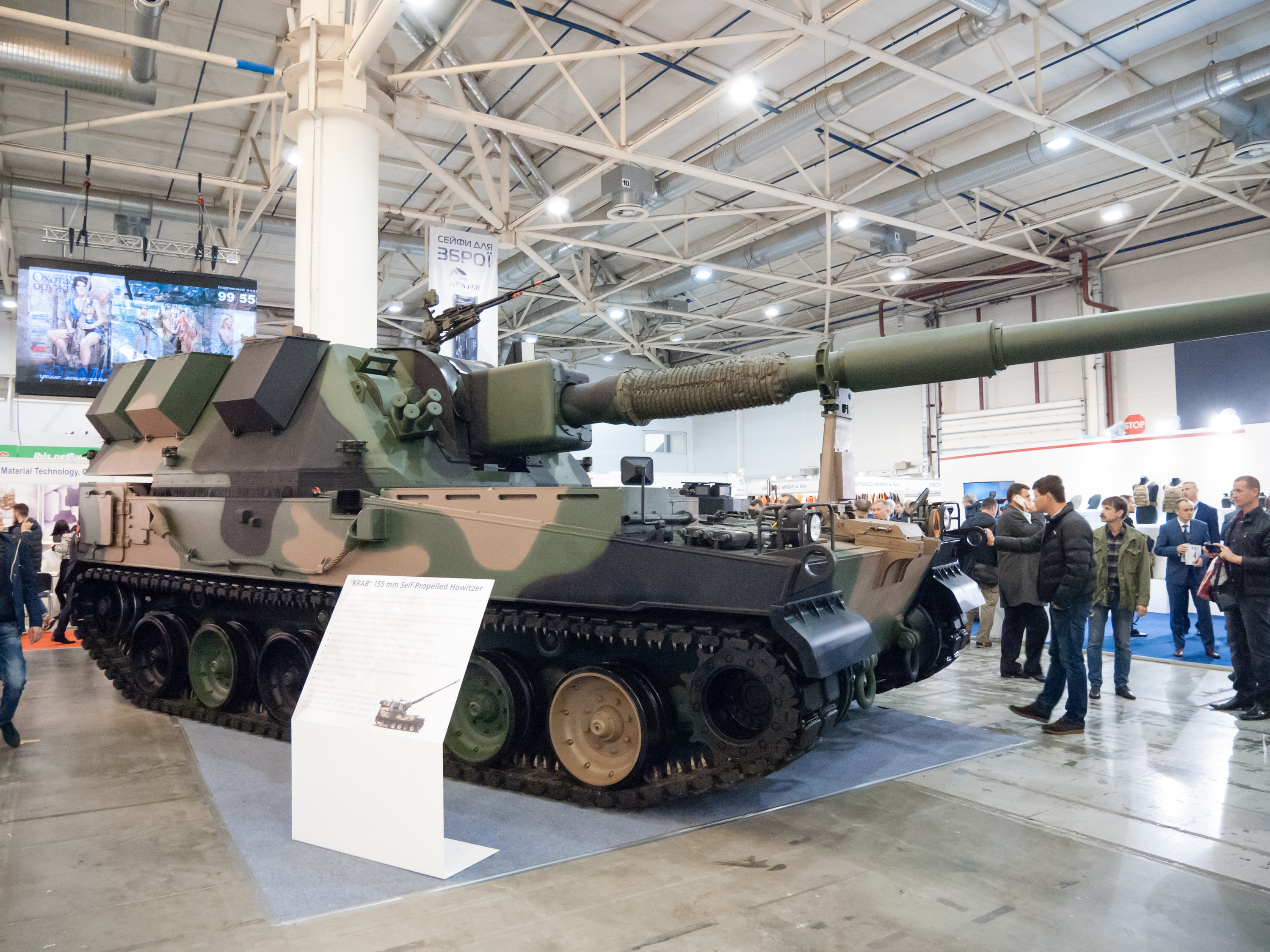
AHS Krab-polsk version, baserad på K9 chassi och torn från AS-90

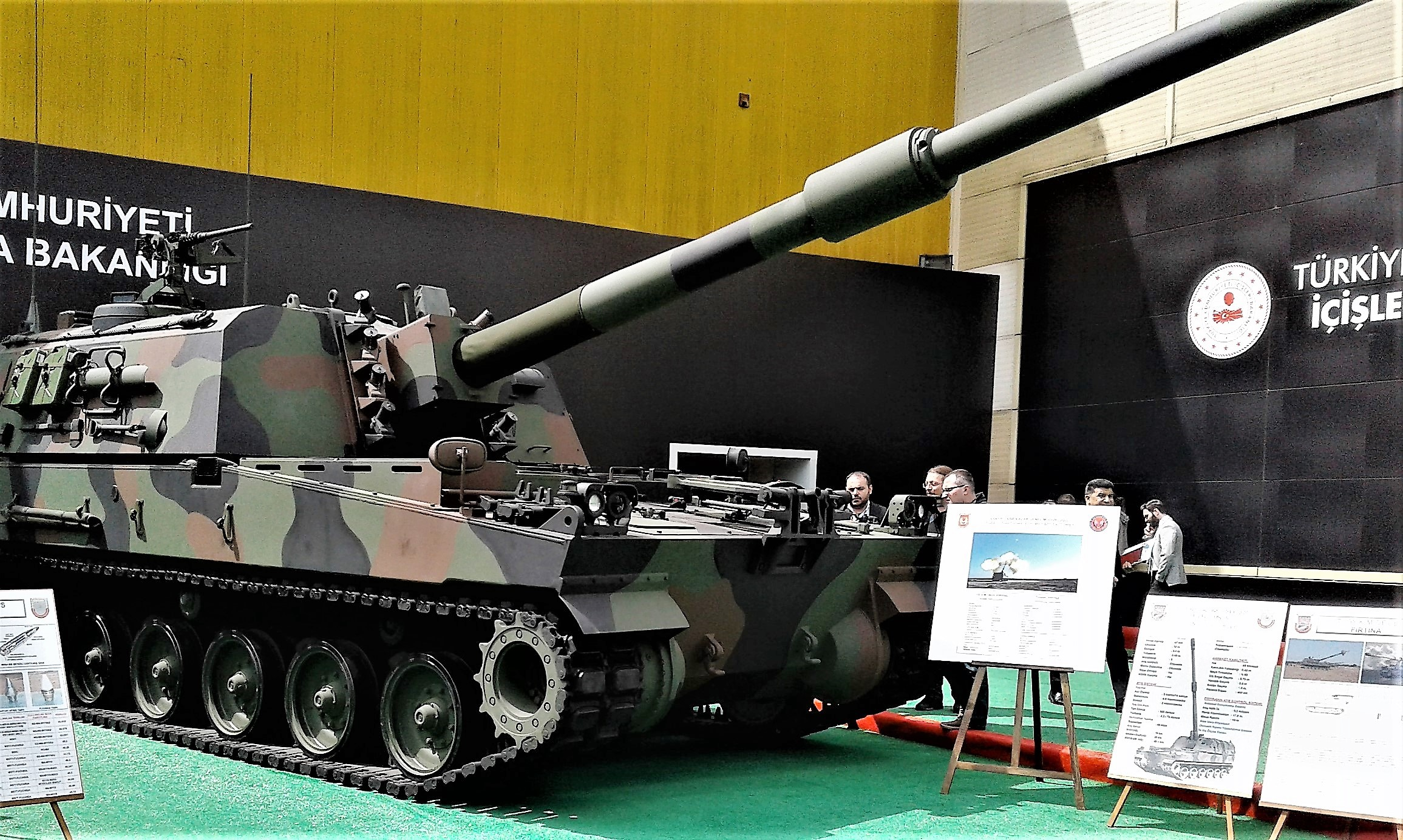
T-155 Fırtına, turkisk licenstillverkad version av K9

Australien köpte artillerisystemet 2020, där 30 K9 och 15 K10 ingick i köpet. Artillerisystemet levereras av Hanwha Defense Australia.
 Estland
Den 26 juni 2018 undertecknade Estland ett avtal med Sydkorea gällande 12 K9, med en option på ytterligare 12 bandkanoner. Avtalet inkluderar även utbildning, underhåll och reservdelar. Leveranser startar 2020. I oktober 2019 tillkännagavs köp av ytterligare 6 bandkanoner.
 Finland
Finlands försvarsmakt meddelade den 17 februari 2017 att de kommer att köpa 48 begagnade K9, med leveranser från och med 2017.
 Indien
Indien har köpt 100 bandkanoner, där 10 vagnar köptes från Sydkorea och slutmonterade av Larsen & Toubro i Indien och överlämnades till den indiska armén i samband med Defexpo 2018. Resterande av de 100 kommer tillverkas i Indien av Larsen & Toubro. I januari 2020 hade 51 enheter levererats.
 Norge
Norge har köpt 24 K9 och 6 K10, med en option på ytterligare 24 K9 och K10. Leveranserna påbörjades 2019 och ersätter då den föråldrade M109A3GNM, som har varit i bruk sedan 1960-talet.
 Polen
Polen har köpt 120 chassin som kommer utgöra grund till deras egenutvecklade artillerisystem, AHS Krab.
 Sydkorea
Sydkorea har fram till 2019 producerat 1178 vagnar av K9 och 179 vagnar av K10. Åren 2018–2019 utgjordes 74 vagnar av K9A1-konfiguration. Till 2030 ska samtliga K9 modifierats till K9A1-konfiguration, det parallellt med utveckling av K9A2-konfigurationen.
 Turkiet
Turkiet är genom sitt licensavtal garanterade att tillverka 350 bandkanoner av typen T-155 Fırtına, vilket även inkluderar rätt att exportera och modifiera. De första åtta enheterna slutmonterades dock i Sydkorea.

## Relaterade varianter
- AHS Krab
- T-155 Fırtına